# 훙치 (브랜드)
홍치(红旗, Hongqi)는 디이 자동차의 자회사이자 자동차 제조사 FAW 카 컴퍼니가 소유하는 중국의 럭셔리 카 브랜드이다. 훙치는 1959년 시작하였으며 중국의 가장 오래된 승용차 브랜드이다. 중국에서 훙치는 적기를 의미한다.
원래 훙치의 모델들은 고위층의 정부 관료들 전용이었다. 1981년 생산을 중단했지만 1990년대 중반에 부활하였다.

## 현재의 제품
| 모델  | 생산      | 비고              |
| ----- | --------- | ----------------- |
| L5    | 2014–현재 | 한정판매 (민간용) |
| LS7   | 2022–현재 |                   |
| H5    | 2018–현재 |                   |
| E-HS3 | 2018–현재 |                   |
| HS7   | 2019–현재 |                   |
| HS5   | 2019–현재 |                   |
| E-HS9 | 2020–현재 |                   |
| H9    | 2020–현재 |                   |
| E-QM5 | 2021–현재 |                   |
| H5 II | 2022–현재 |                   |
| HQ9   | 2022–현재 |                   |

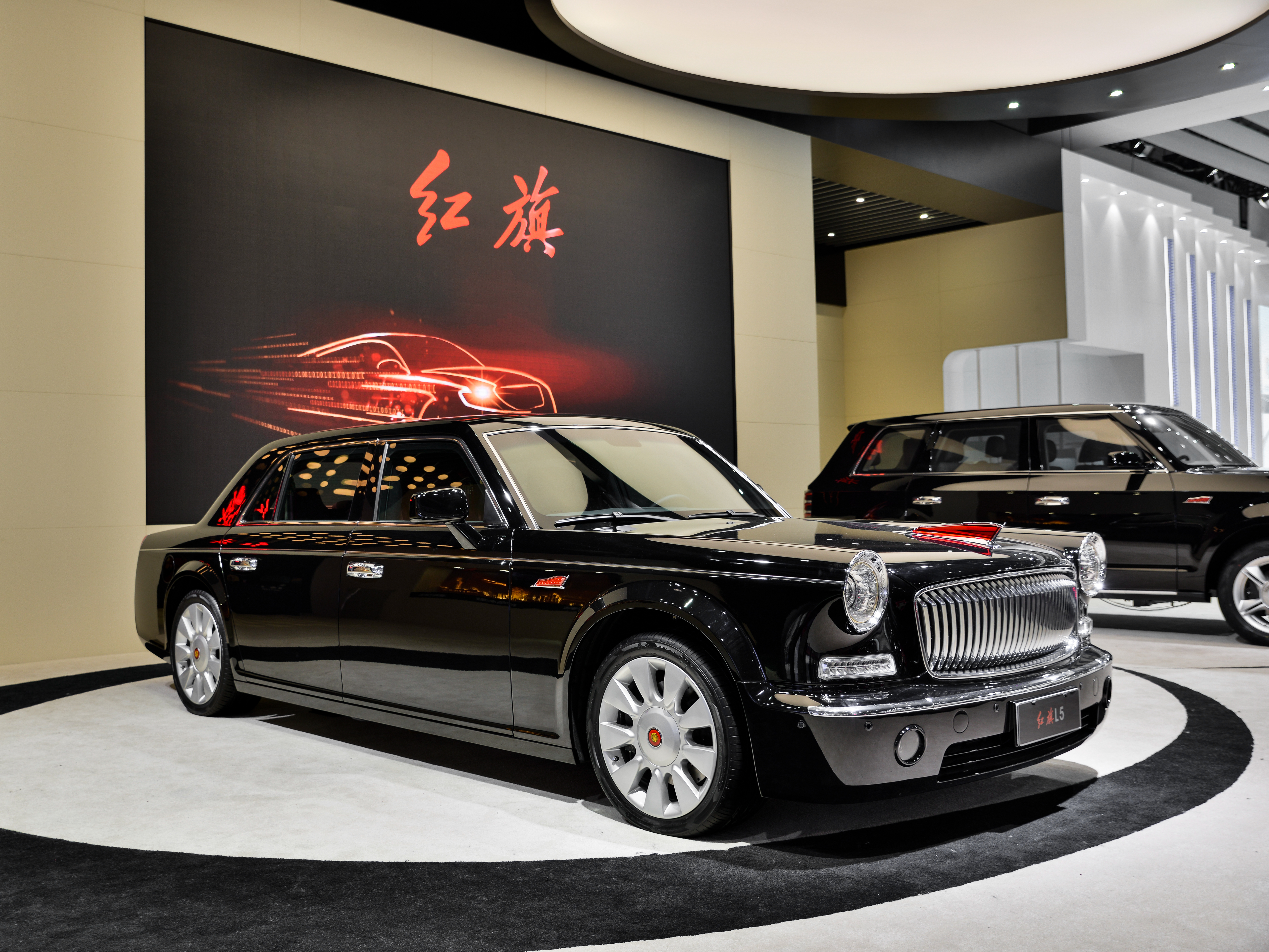
Hongqi L5
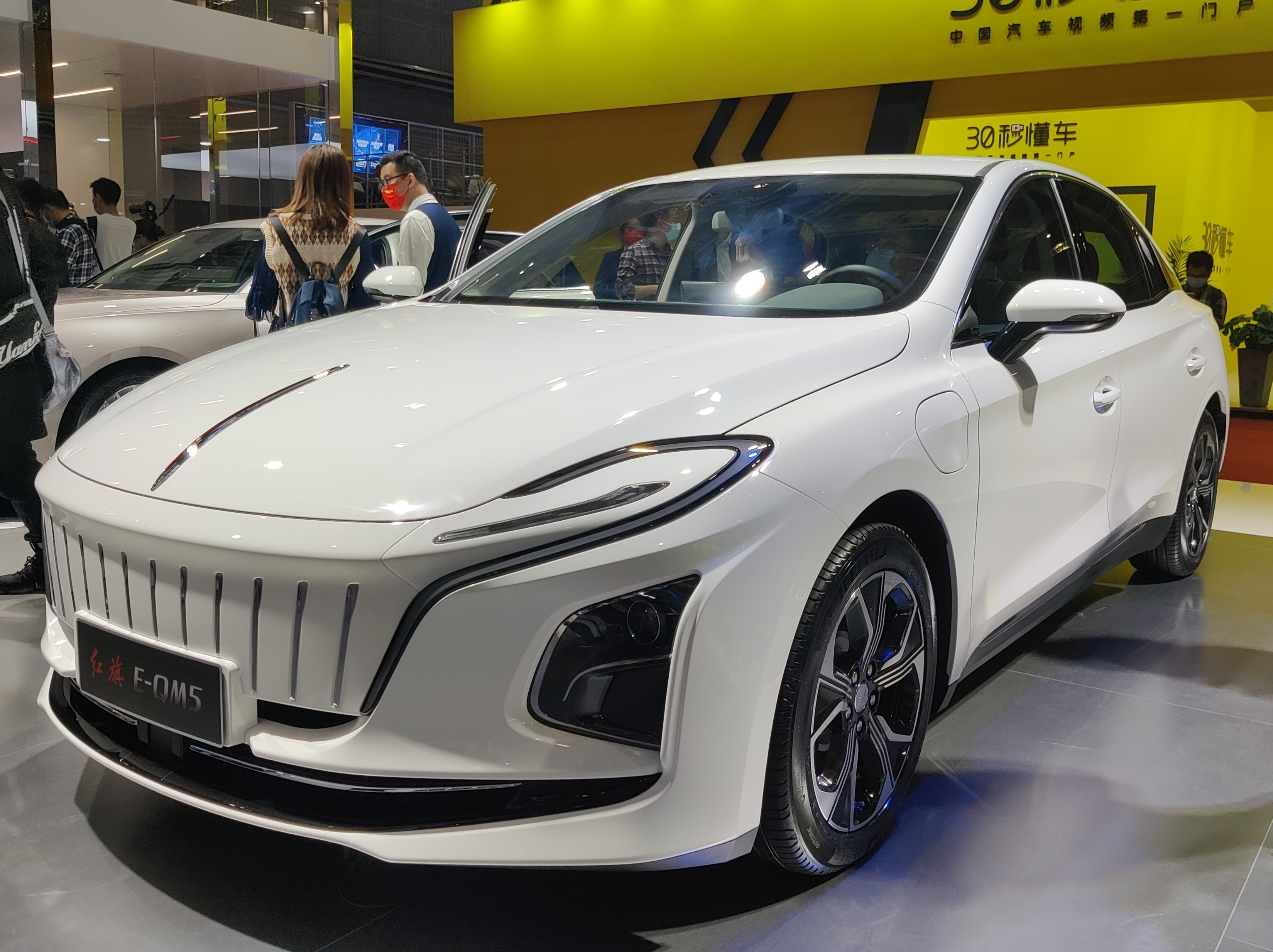
Hongqi E-QM5
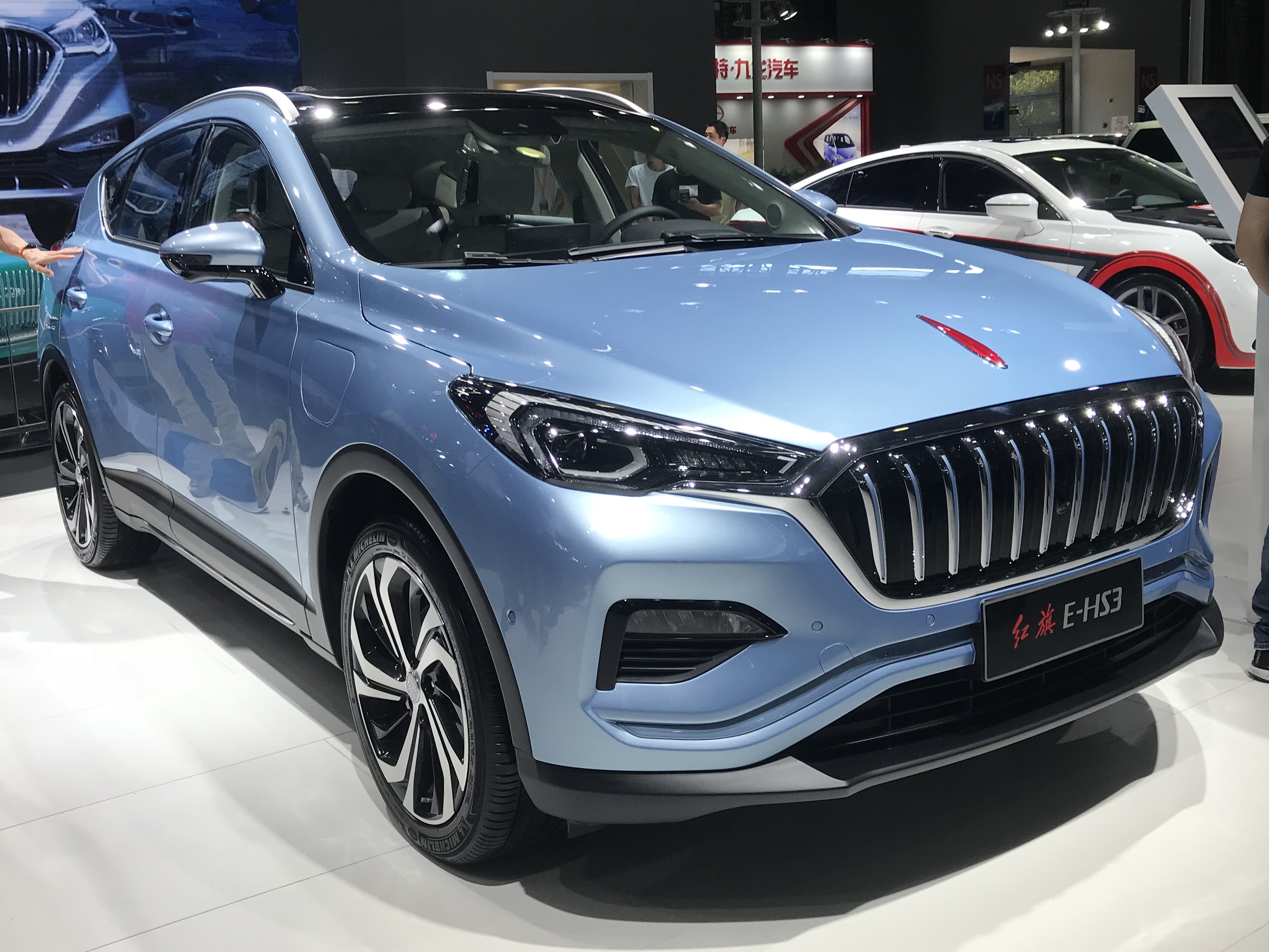
Hongqi E-HS3
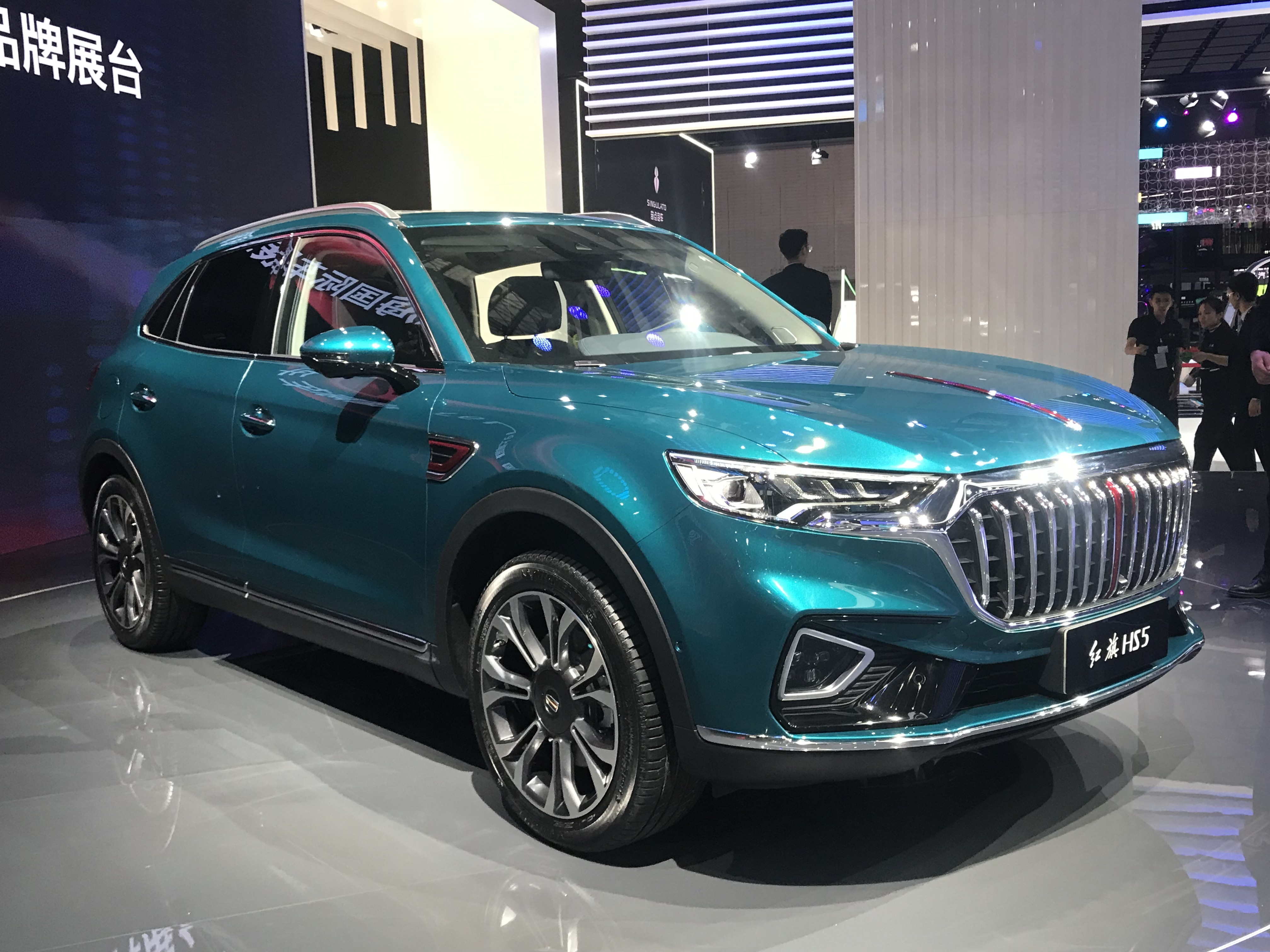
Hongqi HS5
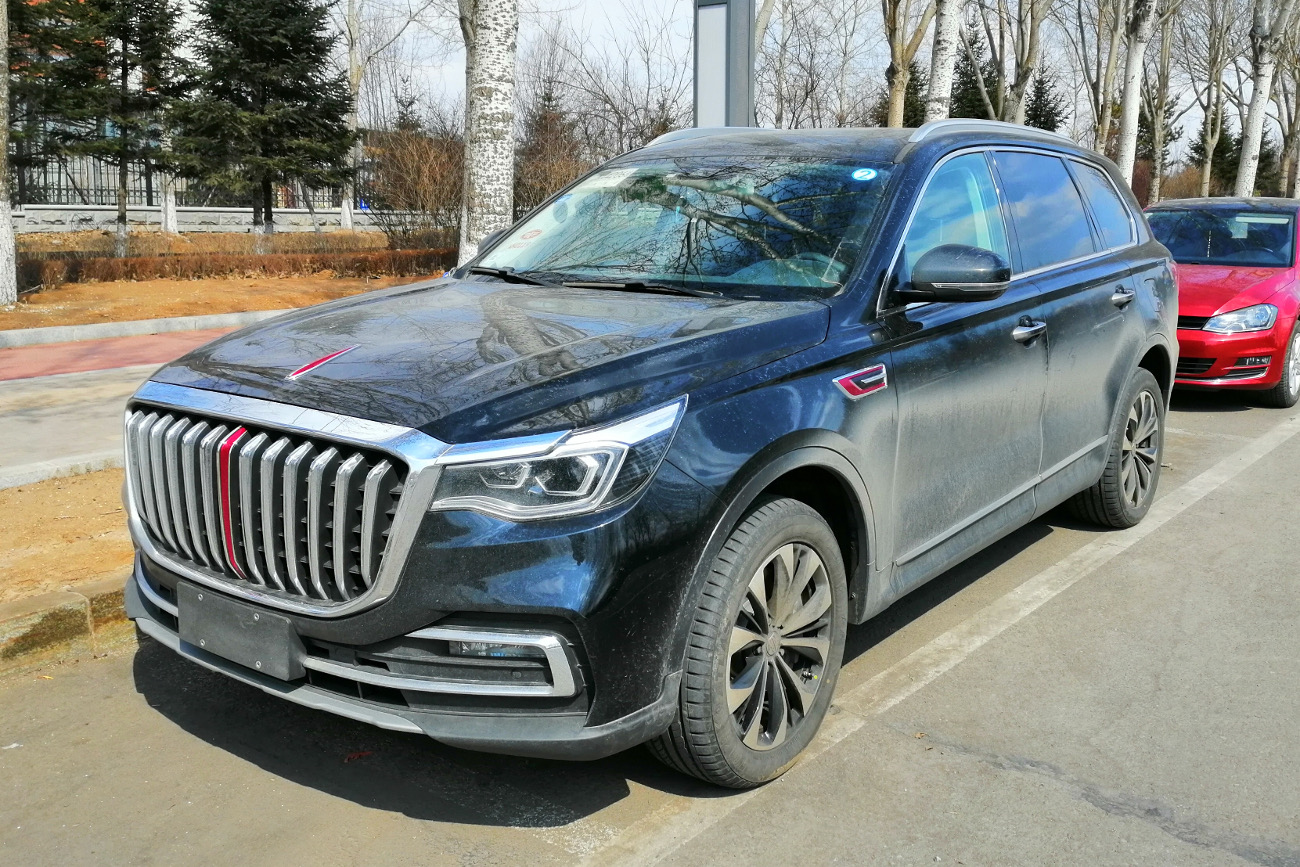
Hongqi HS7
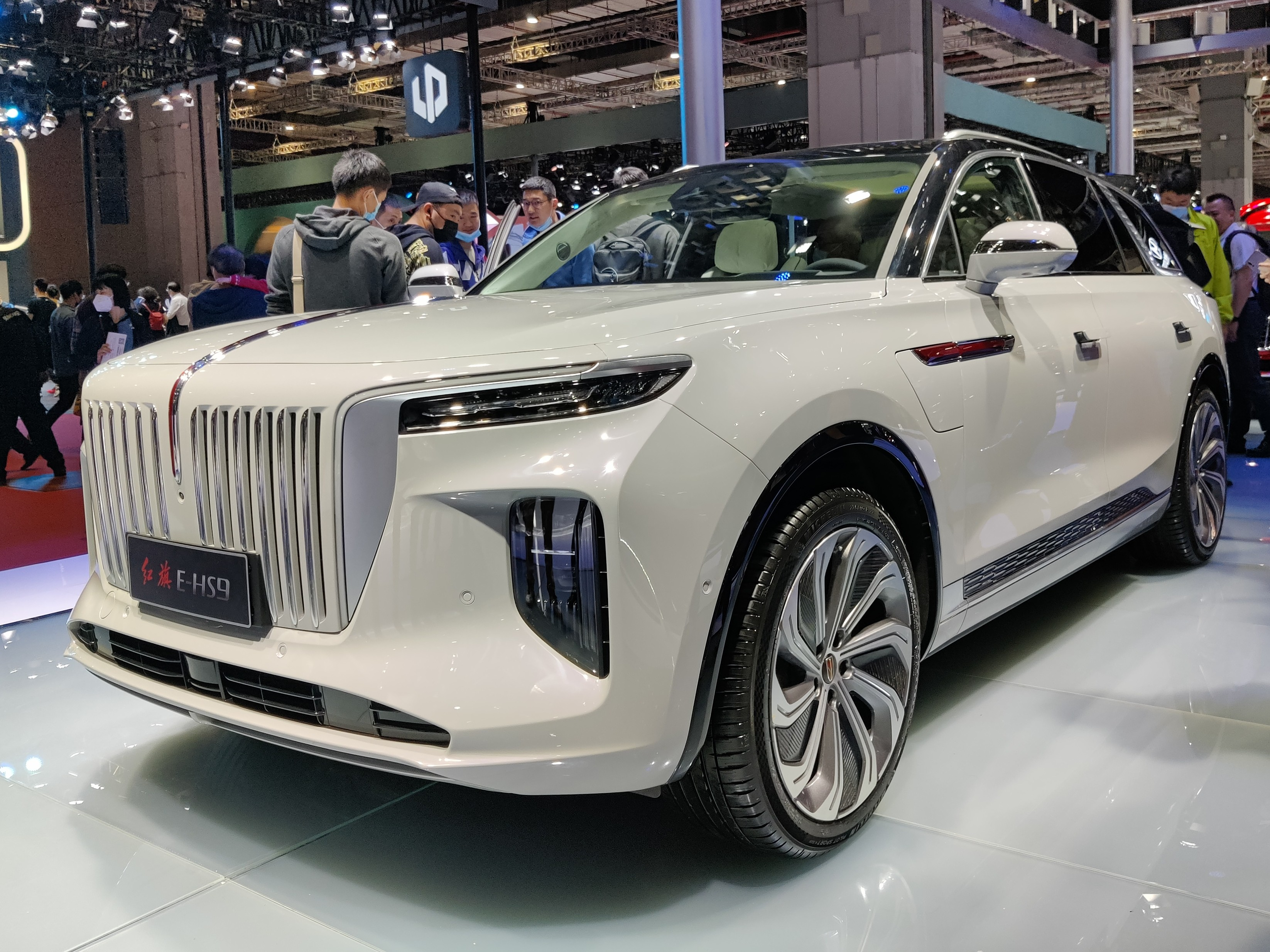
Hongqi E-HS9
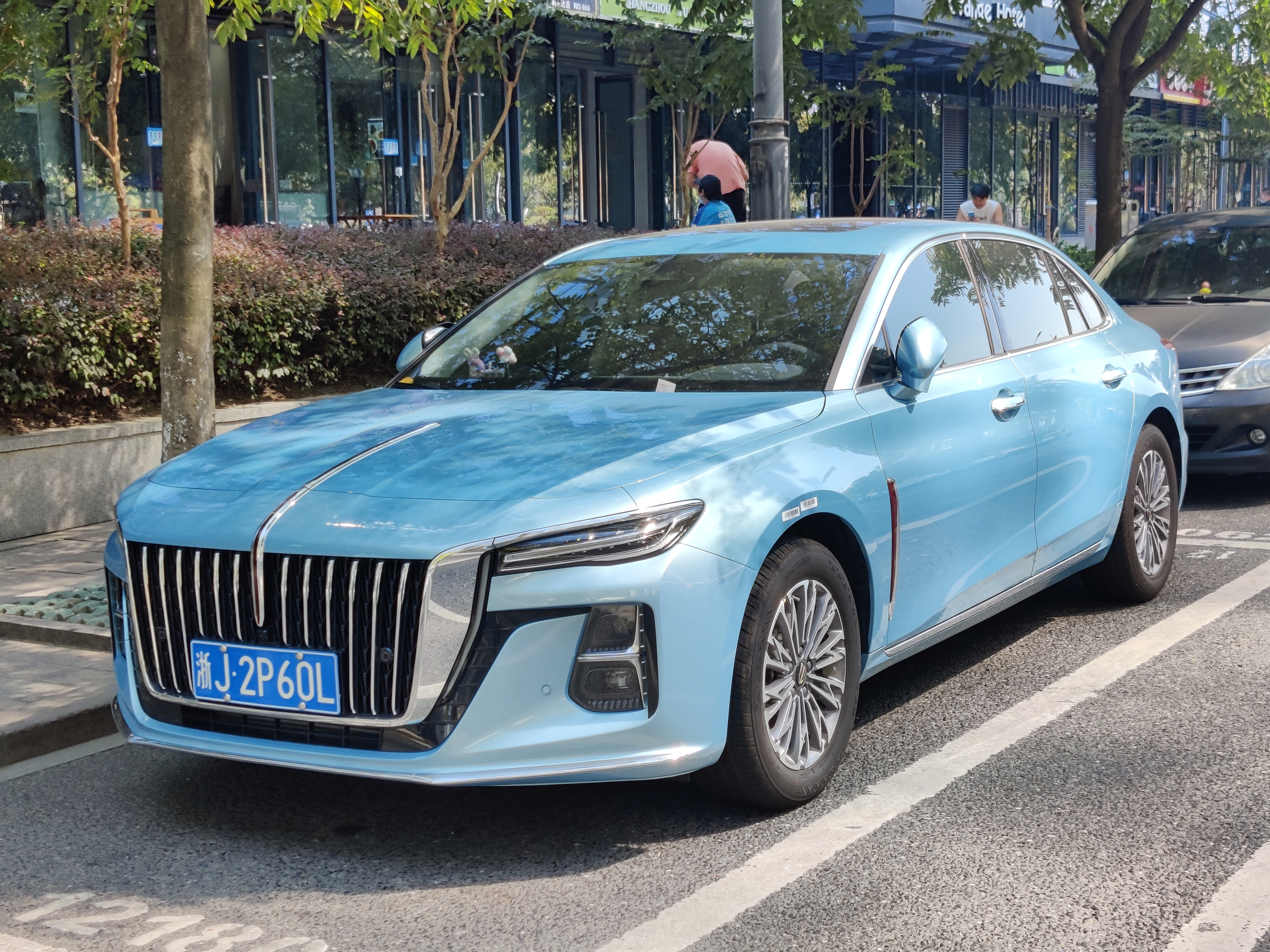
Hongqi H5 II
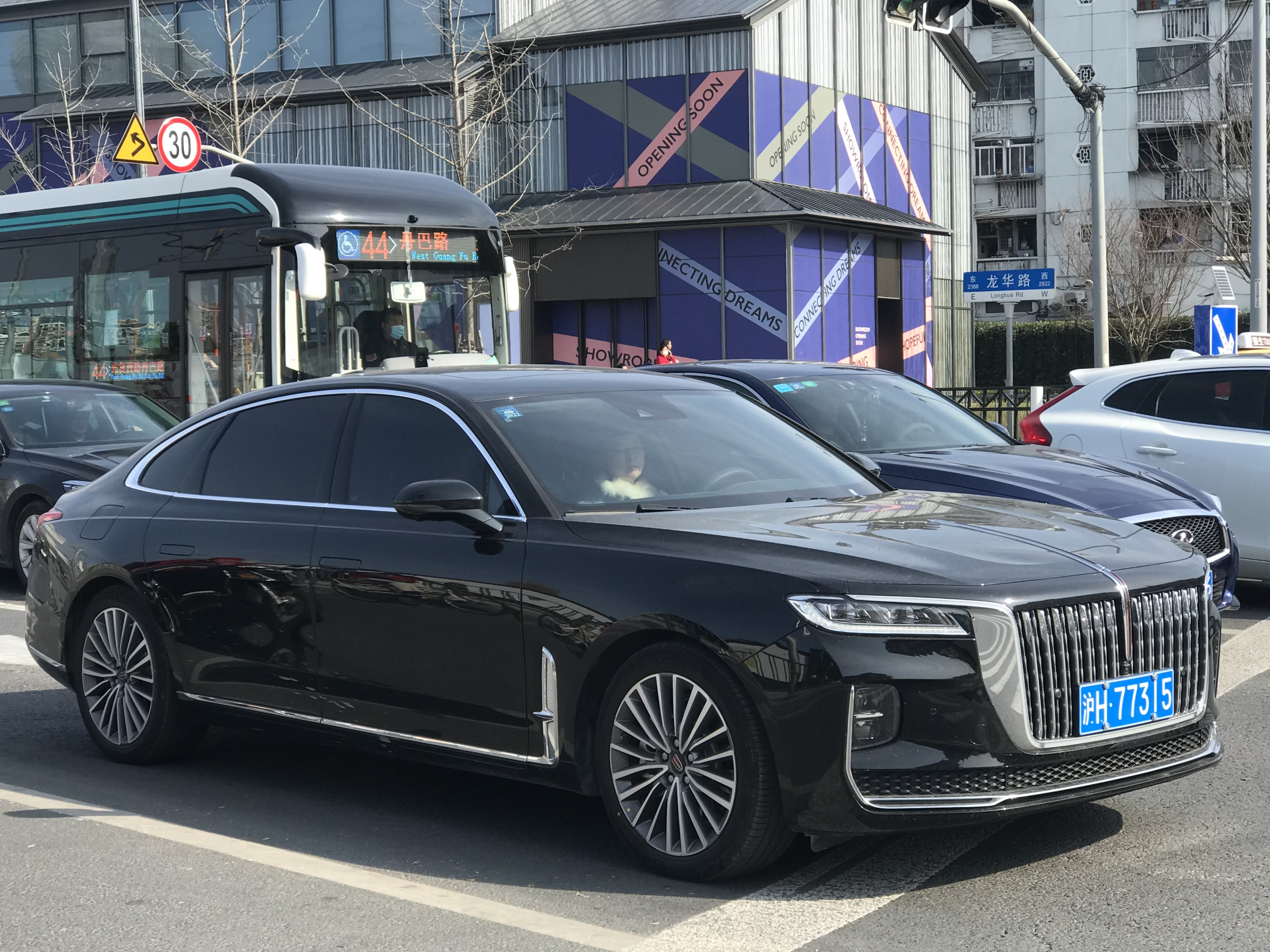
Hongqi H9
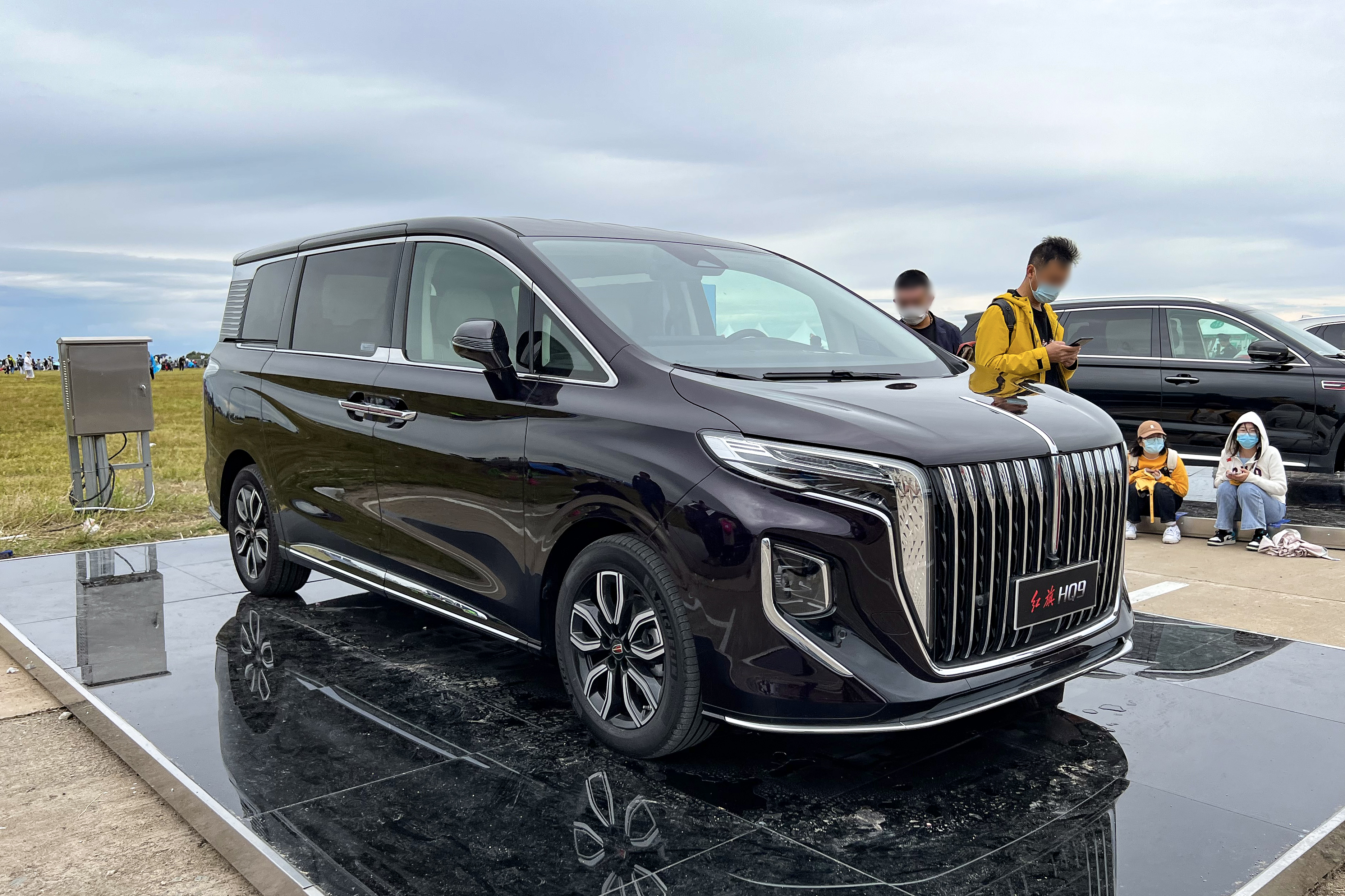
Hongqi HQ9